# Виктория Парк/Стампид (Си-Трейн)
«Виктория Парк/Стампид» (англ. Victoria Park/Stampede, до 1995 Стампид Стейшен, англ. Stampede Station)— станция легко рельсового транспорта в Си-Трейне в центральном микрорайоне Белтлайн в Калгари. Эта станция открылась 25 мая 1981 года, и по состоянию на 2007 год обслуживает 10 100 пассажиров за день. Станция находится рядом со Стампид Парком, где каждый год проходит Калгарийский Стампид.
Станция расположена на эксклюзивной полосе отвода легкорельсового транспорта, в 1 км к югу от здания мэрии, пересекаясь с трассой Маклеод Трейл, к северу от 17-й авеню SW.
Станция Виктория Парк/Стампид раньше была единственной станцией в сети, которая имела три платформы. До замены станции третья платформа редко использовалась для крупных мероприятий[прояснить], таких как игры Калгари Флэймз или Калгарийский Стампид.
В рамках плана Калгари Транзит по запуску четырехвагонных поездов к концу 2014 года все трехвагонные платформы были расширены[прояснить]. Строительство расширения[прояснить] платформы в Виктория Парк/Стампид было завершено осенью 2013 года.